# 辽宁何氏医学院
辽宁何氏医学院（英語：He University）是一所设立于2011年的民办医学类普通高等院校。学校位于中国辽宁省沈阳市。

## 基本概况
辽宁何氏医学院是以医学相关专业为主体的民办普通高等院校。1999年9月，何氏眼科医院创始人何伟与沈阳医学院合作创立了沈阳医学院何氏眼科视光学院，即辽宁何氏医学院的前身，何伟任校长。学校建立初期依托沈阳医学院设施和师资办学，设置临床医学及眼视光学等专业。2007年，学校棋盘山校区建成并整体迁入，此后专业设置和招生规模逐渐扩大。2011年，学校转设为普通本科高等院校。至2017年，已经涵盖医学、理学、工学、管理学、文学、艺术学等学科门类，拥有19个本科专业，13个高职专业，在校生7000余人。

## 办学理念
辽宁何氏医学院的办学理念是“一切为了学生”。这一理念主要突出了学生本位的教育观。

## 历史沿革
- 1999年9月 何氏眼科医院与沈阳医学院共建的沈阳医学院何氏眼科视光学院成立[3][4]。
- 2004年6月 沈阳医学院何氏眼科视光学院更名为沈阳医学院何氏视觉科学学院，成为全国统招的独立学院[5]。
- 2011年6月 沈阳医学院何氏视觉科学学院脱离沈阳医学院，从独立学院转设成为普通本科院校，并更名为辽宁何氏医学院[6]。
- 2018年5月  学校以He University School of Clinical Medicine的名义完成了在世界医学院校名录（World Directory of Medical Schools）的登录[7]。

## 教学机构
- 精准医学学部
- 视觉艺术学部
- 生命科学学部
- 公共卫生学院
- 国际教育学院
- 继续教育学院
- 中专部

## 对外交流
2015年6月，辽宁何氏医学院与日本九州大学之间签订了学生交换协议。
2017年7月起，辽宁何氏医学院临床医学本科专业招收国际留学生就读。
学校有部分专业开展英语（临床医学）、日语（护理学）、韩国语（医学美容）等外语强化教学。